# Aframomum uniflorum
Aframomum uniflorum là một loài thực vật có hoa trong họ Gừng. Loài này được Lock & A.D.Poulsen mô tả khoa học đầu tiên năm 1997.